# Nino Ricci
Nino Ricci (ur. 1959 w Leamington w Kanadzie) – kanadyjski pisarz pochodzenia włoskiego mieszkający w Toronto. Otrzymał szereg prestiżowych kanadyjskich nagród literackich, m.in: Governor General’s Award for Fiction (dwukrotnie), The Smith Books in Canada First Novel oraz F.G. Bressani Prize. W 1997 roku był finalistą nagrody literackiej The Giller Prize.

## Twórczość
- Lives of the Saints (1990)
- In a Glass House (1993)
- Where She Has Gone (1997)
- Testament (2003, ISBN 0-385-65855-9)